# 跑马径 (多伦多)
跑马径是加拿大安大略省多伦多最著名的富裕社区之一，在北約克區內。它位于多伦多地产委员会的C12分区。
跑马径的东面是威利吉溪公園（Wilket Creek Park），南面是新寧醫院（Sunnybrook Health Sciences Centre），西面是多伦多著名的灣景路（Bayview Avenue），北面是跑马径（The Bridle Path）。這是一個隱蔽而僻靜的社區，周圍環繞着當河谷（Don Valley）及有着鬱鬱蔥蔥的園林的公眾休憩綠地。

## 教育
兩個公校教育局在跑馬徑社區運營小學，分別是多倫多天主教教育局（TCDSB）及多倫多公校教育局（TDSB）。TCDSB運營聖文德天主教學校（St. Bonaventure Catholic School），TDSB運營派克弄公立學校（Park Lane Public School）。兩個公校局都沒有在社區運營中學；TCDSB及TDSB的中學都位於鄰近的社區。
兩個法語公校局亦為跑馬徑的適用居民提供教育，即世俗的維亞蒙德公校局（Conseil scolaire Viamonde，簡稱CSV）及天主教的Conseil scolaire catholique MonAvenir（CSCM）。兩者都沒有在社區開設學校，CSV及CSCM的學生須前往多倫多的其他社區上學。
該社區擁有一所公立專上院校己連頓學院（Glendon College）。該學院為約克大學的附屬校區，是一所英法雙語文理學院。
除了公立教育機構外，該社區還有着數所私立學校，包括新月學校（Crescent School），一所提供小學及中學課程的私立學校。

## 康樂
該社區有着多座市政公園及綠地，包括愛德華花園（Edwards Gardens）、新寧公園（Sunnybrook Park）及風場公園（Windfields Park）。愛德華花園是一個植物園，位於社區的東部。這些公園許多都位於當河谷（Don Valley）附近，當河谷是更大的多倫多峽谷系統的一部分。跑馬徑的市政公園由多倫多公園、林務及康樂部（Toronto Parks, Forestry and Recreation Division）管理。

## 運輸
數條主要道路穿過該社區，包括南北向大道灣景路（Bayview Avenue）和東西向大道羅倫斯路（Lawrence Avenue）。該社區的名字來源於一條住宅道路——跑馬徑（The Bridle Path）。這個道路名的出現是由於該社區的早期計劃包括一個精心設計的馬術馬道系統，因為在其開發之前該地區的大多數莊園主都是馬主。
社區的公共運輸由多倫多公車局（TTC）提供，其在社區運營巴士路線。

## 流行文化
該社區的名字被加拿大歌手Drake在歌曲《早上7點的跑馬徑》（7am On Bridle Path）中提及（Drake亦為該社區居民），該歌曲在他2021年的錄音室專輯Certified Lover Boy中收錄。

## 外部連結
- Map of the Rich
- Area history, by Mike Filey